# مارتن أندرسن
مارتن أندرسن (بالدنماركية: Martin Andersen)‏ (7 نوفمبر 1986 في الدنمارك - ) هو لاعب كرة قدم دانمركي في مركز الوسط. لعب مع نادي لينغبي وÄngelholms FF ‏ وFC Roskilde ‏ وBrabrand IF ‏.

## وصلات خارجية
- مارتن أندرسن على موقع اتحاد السويد (السويدية)
- مارتن أندرسن على موقع قاعدة بيانات كرة القدم.إي يو (الإنجليزية)
- مارتن أندرسن على موقع Soccerway.com (الإنجليزية)